# 獨山國王

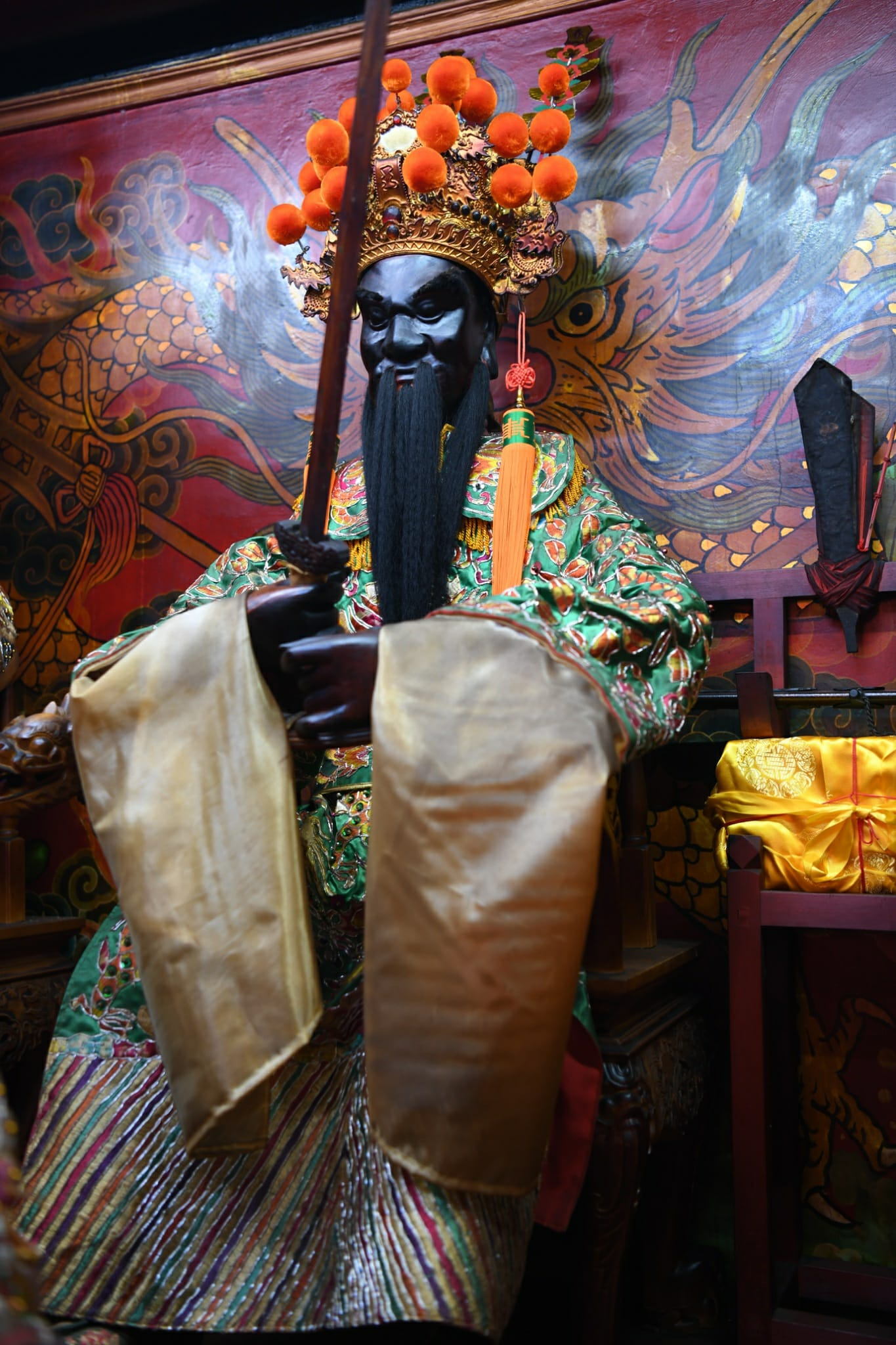
臺南三山國王廟 鎮殿獨山國王。

獨山國王，為三山國王中的三王，受宋太宗封為「惠威宏應豐國王」，是發源於中國廣東粤东地区之山神信仰。
宜蘭縣羅東、冬山一帶部分宮廟尊稱獨山國王的某個分靈為「救世真人」，此信仰源自羅東鎮竹林勸世堂。該廟主神獨山國王於清光緒20年（西元1894年）分靈自同鄉鎮之震三宮，後於明治33年（西元1900年）農曆四月初八日受玉皇上帝敕封為救世真人，廟方遂固定每年該日慶祝聖誕，並有過火之儀式。同鄉鎮打那岸救安宮為該廟之分靈，其他奉祀救世真人的廟宇則包括冬山覺善堂、冬山訓民堂等。

## 座次
各廟常有各自的做法與傳統，並不一定是照著霖田祖廟的座次順序；亦有許多三山國王廟宇的座次是前往祖廟進香後仿照更改。